# جنين تيرنر
جنين تيرنر (6 ديسمبر 1962 -) ممثلة أمريكية تم ترشيحا لجائزة ايميولعل السبب الرئيس لشهرة الممثلة هو المسلسل الدرامي الكوميدي (بالإنجليزية: Northern Exposure). والذي قام ببطولة المسلسل الممثل روب مورو.

## حياتها العملية
في عام 1987 وعندما كانت جنين ابنة ال 15 عاما سلكت طريق عارضات الازياء بالتحاقها بمؤسسة «ويلمينا» لعارضات الازياء وفي عام 1980 بدأت بأداء الأدوار الثانوية في مسلسلات مشهورة كمسلسل دالاس وفي عام 1990 أخذت شهرتها بالنمو عندما لعبت دور «ماغي أوكونيل» في المسلسل الشهير "Northern Exposure"، بعد مسلسل "Northern Exposure"، مثلت جنين في فيلم "Cliffhanger" أمام الممثل الأمريكي الشهير سيلفيستر ستالون.

## روابط خارجية
- جنين تيرنر على موقع IMDb (الإنجليزية)
- جنين تيرنر على موقع ألو سيني (الفرنسية)
- جنين تيرنر على موقع تيرنر كلاسيك موفيز (الإنجليزية)
- جنين تيرنر على موقع أول موفي (الإنجليزية)
- جنين تيرنر على موقع قاعدة بيانات الأفلام السويدية (السويدية)
- جنين تيرنر على موقع إن إن دي بي (الإنجليزية)
- جنين تيرنر على موقع قاعدة بيانات الفيلم (الإنجليزية)
- جنين تيرنر على موقع كينوبويسك (الروسية)